# Transteísmo
Transteístico é um termo cunhado pelo filósofo Paul Tillich ou Indologista Heinrich Zimmer, referindo-se a um sistema de pensamento ou filosofia religiosa que não é nem teísta, nem ateísta,
Zimmer usa o termo para o sistema teológico do Jainismo que é teísta no limitado sentido de que os deuses existem, mas tornam-se irrelevantes como por que são transcendidos pela moksha (isto é, um sistema que não é não-teísta mas em que os deuses não são os mais elevados exemplo espirituais). Zimmer (1953, p. 182) usa o termo para descrever a posição das Tirthankaras de ter passado "além dos governadores piedosos da ordem natural".
Mais recentemente o termo foi aplicado ao Budismo Advaita Vedanta e o movimento Bhakti.
Nathan Katz em Buddhist and Western Philosophy (1981, p. 446) assinala que o termo "transpoliteístico" seria mais preciso, uma vez que implica que os deuses politeístas não são negados ou rejeitados mesmo após o desenvolvimento de uma noção de Absoluto que os transcende, mas critica a classificação como caracterizando o mainstream pela periferia: "é como categorizar o catolicismo romano como um bom exemplo de não Nestorianismo". O termo é de fato informado pelo fato de que o desenvolvimento correspondente no Ocidente, o desenvolvimento do monoteísmo não "transcende" o politeísmo, mas o abandona, enquanto que no mainstream das religiões indianas a noção de "deuses" (deva) nunca foi elevado ao status de "Deus" ou Ishvara, ou o Absoluto Brahman, mas adotaram papeis impessoais comparável aos anjos no. "Transteismo", de acordo com a crítica de Katz, é, então, um artefato de religião comparada.
Paul Tillich usa transteístico em The Courage to Be (1952), como um aspecto de estoicismo. Tillich afirmou que o estoicismo e Neoestoicismo:

são a maneira pela qual algumas das figuras mais nobres da antiguidade e seus seguidores nos tempos modernos respondem ao problema da existência e conquistam a ansiedade do destino e da morte. O estoicismo, nesse sentido, é uma atitude religiosa básica, seja ela em formas teístas, ateísticas, ou transteísticas.
Tal como Zimmer tentando expressar uma noção religiosa que não é nem teísta nem ateísta. No entanto, o teísmo que está sendo transcendido no estoicismo de acordo com Tillich não é politeísta como o jainismo, mas monoteísta, perseguindo um ideal de coragem humana que se emancipou de Deus.

A coragem de assumir a insignificância em si mesmo pressupõe uma relação com a base do ser, é o que temos chamado de "fé absoluta". É sem conteúdo especial, mas ao mesmo tempo não é sem conteúdo. O conteúdo da fé absoluta é o "Deus acima de Deus." A fé absoluta e sua conseqüência, a coragem que leva a dúvida radical, a dúvida a respeito de Deus, em si mesmo, transcendem a ideia teísta de Deus.

Martin Buber criticou a posição de Tillich como uma redução de Deus para o impessoal "ser necessário" de Tomás de Aquino.